# Cathédrale Saint-Jacques de Guatemala
Cette  cathédrale n’est pas la seule cathédrale Saint-Jacques.
La cathédrale métropolitaine Saint-Jacques de Guatemala (en espagnol : Catedral Primada Metropolitana de Santiago) est la principale église de la ville de Guatemala et de l'archidiocèse catholique de Guatemala (Archidioecesis Guatimalensis). Elle est située dans le parc central du centre de la ville.
Le corps principal de la cathédrale est construit entre 1782 et 1815, tandis que les tours sont terminées en 1867. Sa structure massive incorpore des éléments baroques et classiques et a survécu à de nombreux tremblements de terre. Les dommages des tremblements de terre dévastateurs de 1917 et de 1976 ont été réparés. L'intérieur est relativement peu décoré mais impressionne par sa taille et la solidité de sa structure. Les autels sont richement ornés.
Face à la cathédrale se trouvent une série de douze piliers sur lesquels sont inscrits les noms des centaines de personnes « disparues » pendant la guerre civile du Guatemala.

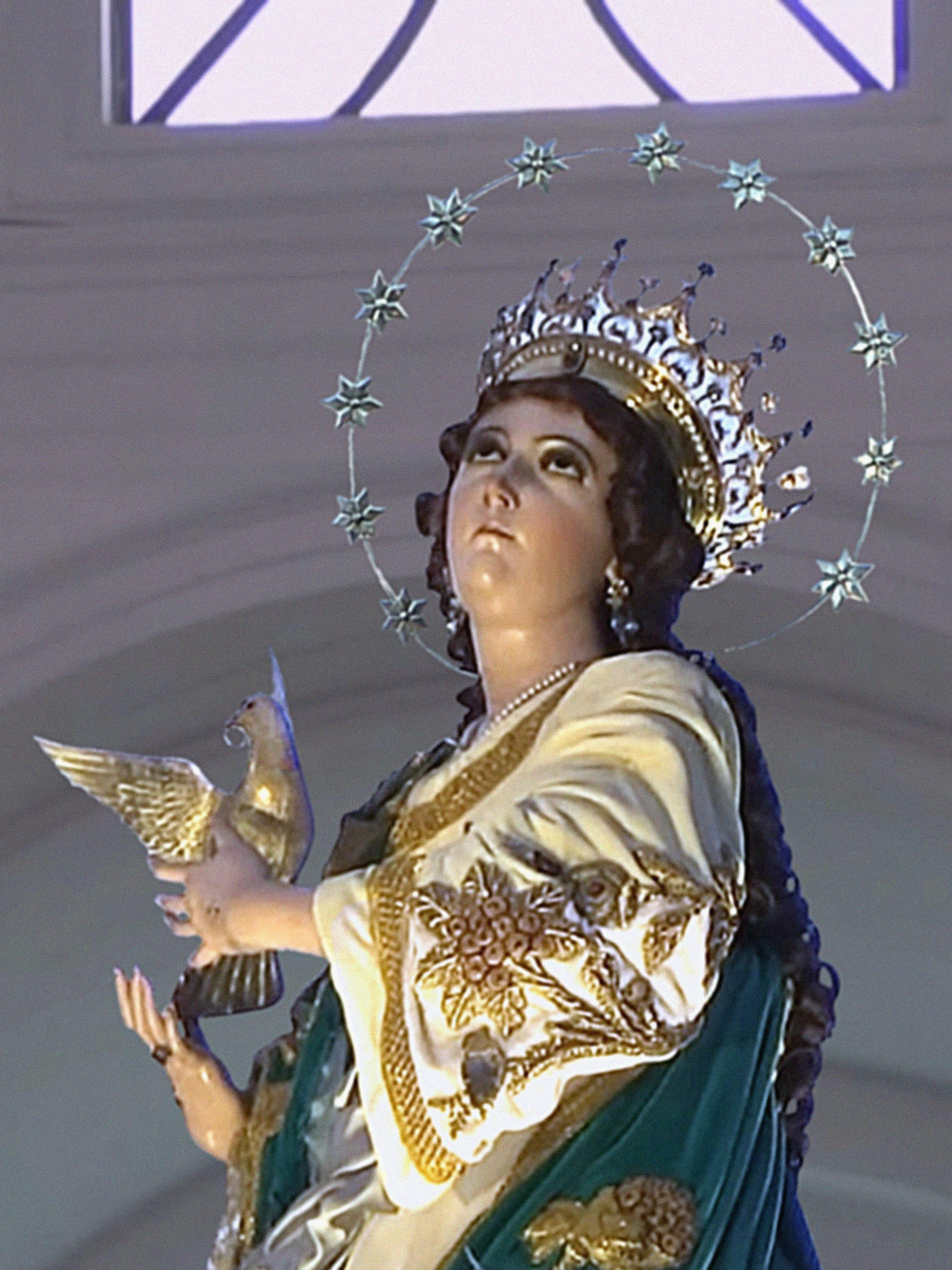
La vénérable image de l'Immaculée Conception de la cathédrale, couronnée le 5 décembre 2004.

Le 28 octobre 2003, le pape Jean-Paul II autorise le couronnement canonique de l'Immaculée conception de la cathédrale et la cérémonie a lieu le 5 décembre 2004. La bulle papale est signée et exécutée par le cardinal Francis Arinze, préfet du Dicastère pour le culte divin et la discipline des sacrements.

## Histoire

### Déplacement de Guatemala
Après le séisme de 1773 (en) dans le Guatemala colonial qui détruit Santiago de los Caballeros de Guatemala, plusieurs voix demandent aux autorités espagnoles et cléricales de déplacer la ville. Malgré l'opposition farouche de l'archevêque Pedro Cortés y Larraz, le capitaine général Martín de Mayorga décide d'imposer le nouveau site dans la vallée de l'Hermitage. Avec ce déplacement, Cortés y Larraz craint que l'Église doive reconstruire son influence et perde de son pouvoir. La cathédrale est déménagée vers la nouvelle capitale le 22 novembre 1779, mais les ornements intérieurs qui n'ont pas été détruits lors du séisme restent dans la cathédrale d'Antigua Guatemala. Une partie de ceux-ci sont retirés des ruines en 1783 et envoyés dans l'Université de San Carlos Borromeo et dans la paroisse El Sagrario, ainsi que dans une section de la vieille cathédrale qui demeure ouverte au public.
Initialement, la cathédrale est provisoirement installée dans une petite chapelle. Celle-ci subissant rapidement des dommages, elle est relocalisée dans la chapelle Santa Rosa en 1786 où elle demeure jusqu'à son emplacement définitif en 1815.

### Construction

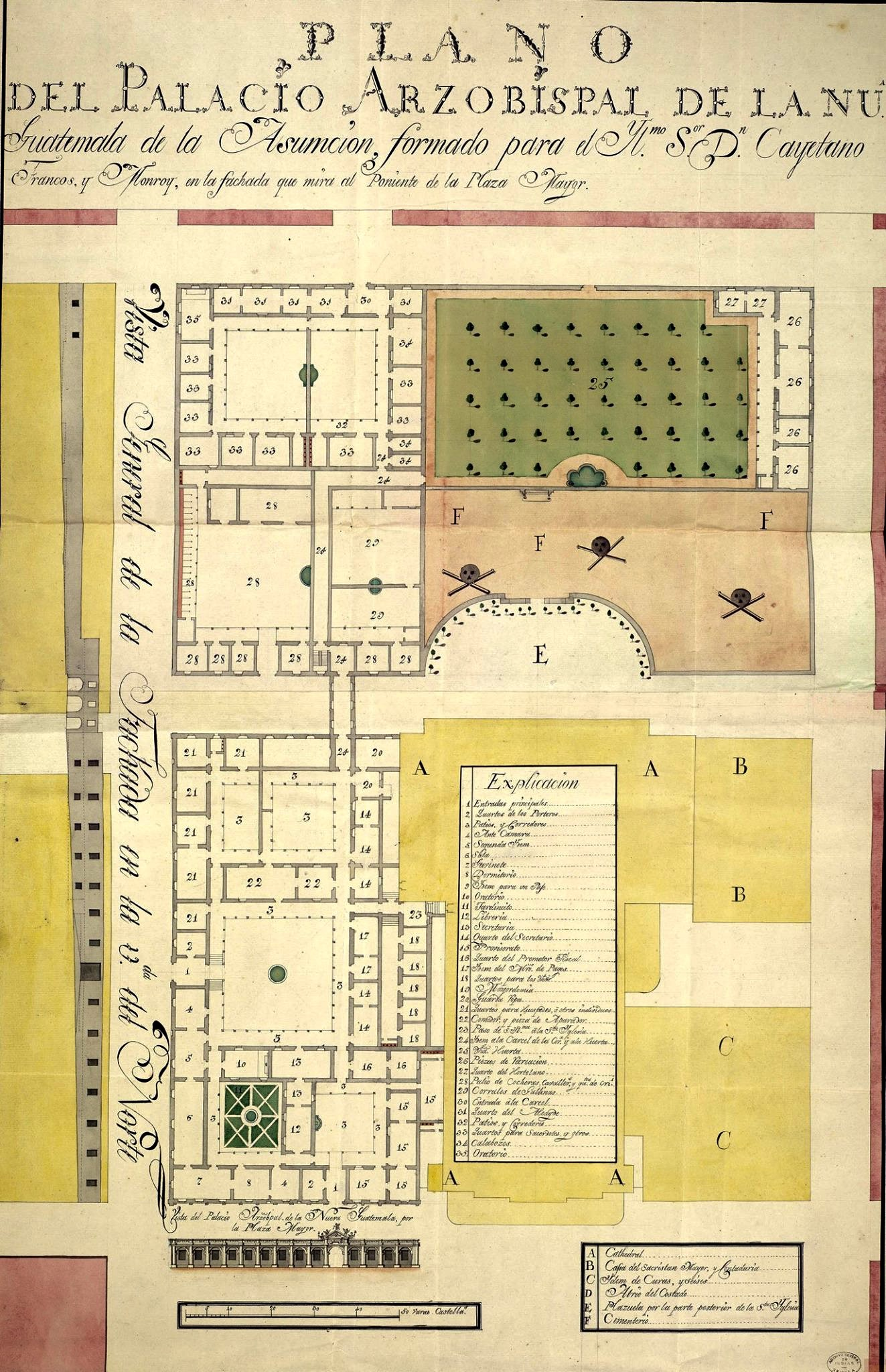
Plan du palais de l'archevêché en 1779, présenté au évêque pour approbation.

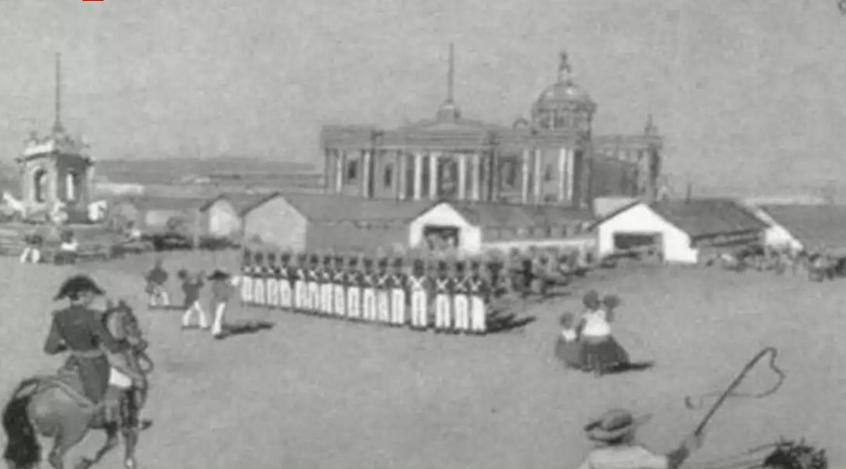
Cathédrale Saint-Jacques de Guatemala dans les années 1850. Les larges colonnes sortant des clochers sont les premiers paratonnerres utilisé au Guatemala.

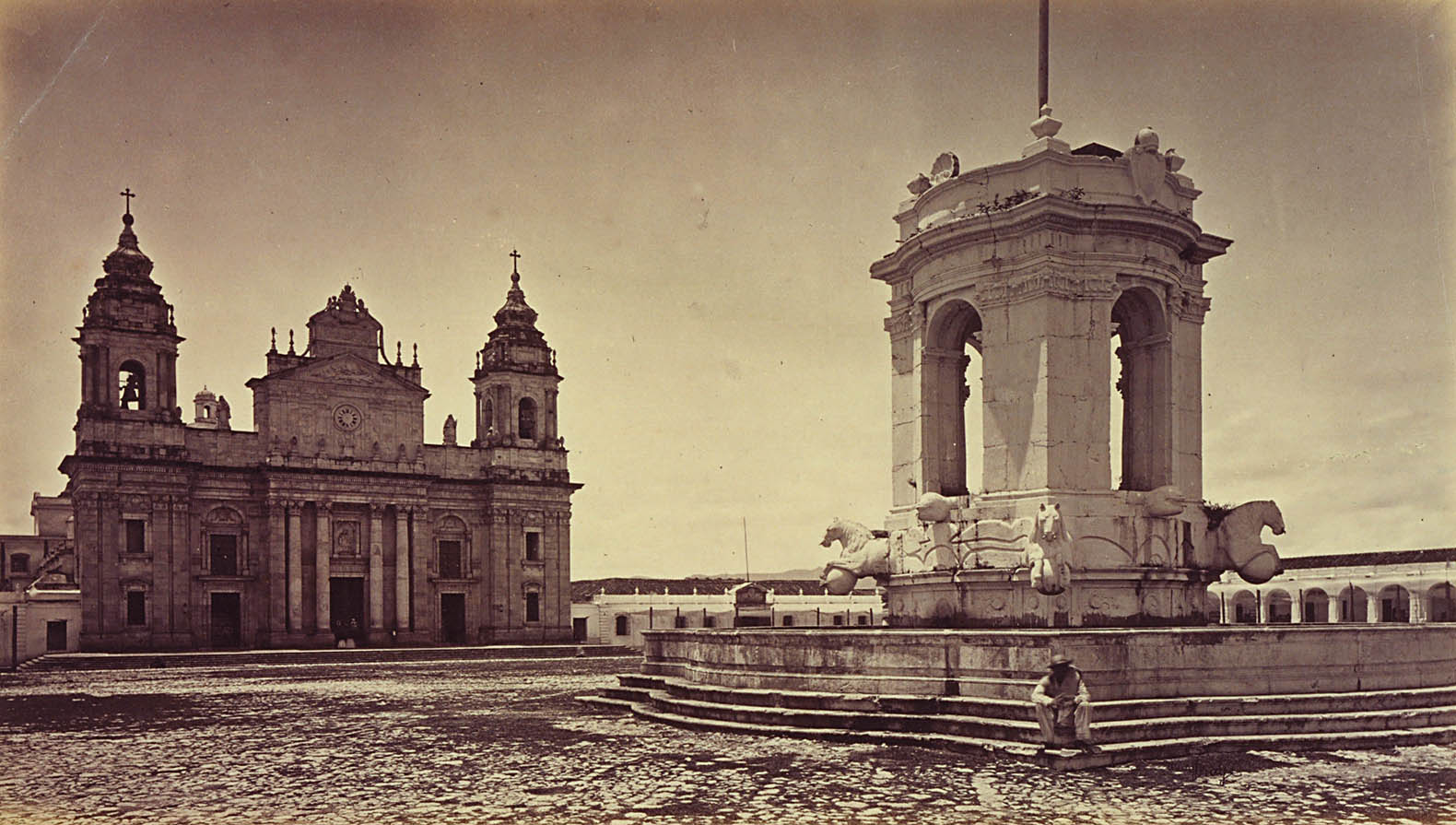
Fontaine Charles III et cathédrale Saint-Jacques de Guatemala en 1875. Photographie de Eadweard Muybridge.

Il ne faut pas beaucoup de temps pour les autorités espagnoles pour remplacer l'archevêque rebelle Cortés y Larraz à qui Cayetano Francos y Monroy succède. Ce dernier arrive en 1779 et reprend le projet de construction du lieu de culte dans la nouvelle ville. L'architecte Marco Ibáñez, l'artiste Antonio Bernasconi, arrivés d'Espagne en juillet 1777, et l'ingénieur Joaquín de Isasi, qui est chargé de concevoir les plans de l'édifice approuvé par décret royal le 6 novembre 1779, arrivent en février 1780. Francos y Monroy donne sa bénédiction et place la première pierre de la cathédrale en 1782.
Les travaux débutent officiellement le 13 août 1783 et se poursuivent jusqu'en 1815, lorsque la sculpture de Notre-Dame du Perpétuel Secours est transportée en procession de Santa Rosa et est placée dans le principal autel de la nouvelle chapelle de la cathédrale. La majorité de la section principale est complétée en 1815 alors que l'orgue est installé, ainsi que plusieurs sculptures. L'église est officiellement ouverte par un Te Deum.
En 1816, l'or des anciens autels est relocalisé et utilisé pour créer les nouveaux autels. En 1821, commence la construction des deux tours de l'est où se trouvaient de petites cloches faisant face au cimetière. En 1826, les portes est, sud et ouest sont installées, ainsi que le cadre des fenêtres des cryptes souterraines.
Le 23 juillet 1860, un nouvel autel en marbre de Carrare est installé à la place dans l'ancien autel en bois, ce dernier étant relocalisé dans la chapelle Santa Rosa.
Les tours sont complétées en 1867 et le bronze des canons du fort San José est utilisé pour fondre la cloche principale. Celle-ci est bénie par le premier concile œcuménique du Vatican en 1871,.

### Casanova y Estrada
Durant les années 1880, l'archevêque Ricardo Casanova y Estrada doit partir en exil à la suite d'une série de confrontations avec le président Manuel Barillas. À la suite du remplacement de Barillas par Reina Barrios, ce dernier permet le retour d'exil de l'archevêque et une grande messe est célébrée dans la cathédrale à son retour. Casanova y Estrada est inhumé sous l'autel de l'Immaculée conception avec une pierre tombale sur laquelle est inscrit : « Ricardo Casanova y Estrada, XI archevêque du Guatemala, 14 avril 1913. Priez pour lui ».

### Séismes de 1917-1918
En 1917, une série de secousses ébranle la ville dès le 17 novembre et endommage de nombreuses villes dont Amatitlán. Cependant, les secousses des 25 et 29 décembre, ainsi que celles du 3 et 4 janvier 1918 frappent durement la capitale et endommagent la cathédrale. Le journal semi-officiel Diario de Centro América (en) publie alors deux fois par jour des reportages et critique la lenteur et l'inefficacité du gouvernement de Manuel Estrada Cabrera face à la situation.

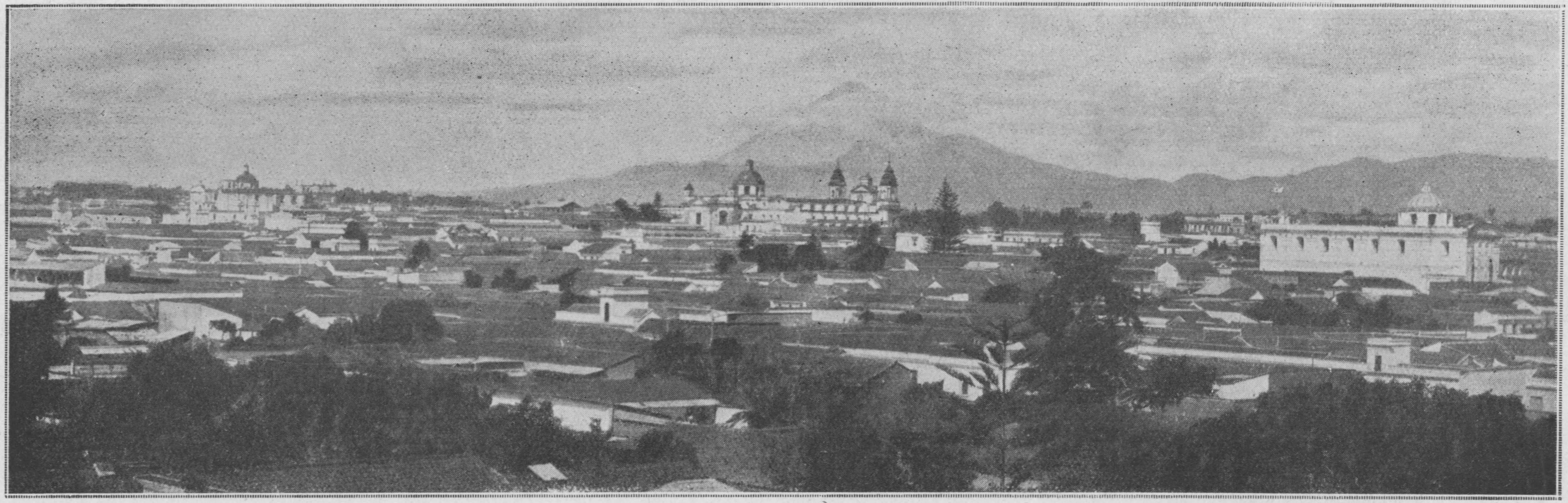
Vue partielle de Guatemala avant les séismes de 1917–1918. Photographies du magazine français L'Illustration le 12 janvier 1918.

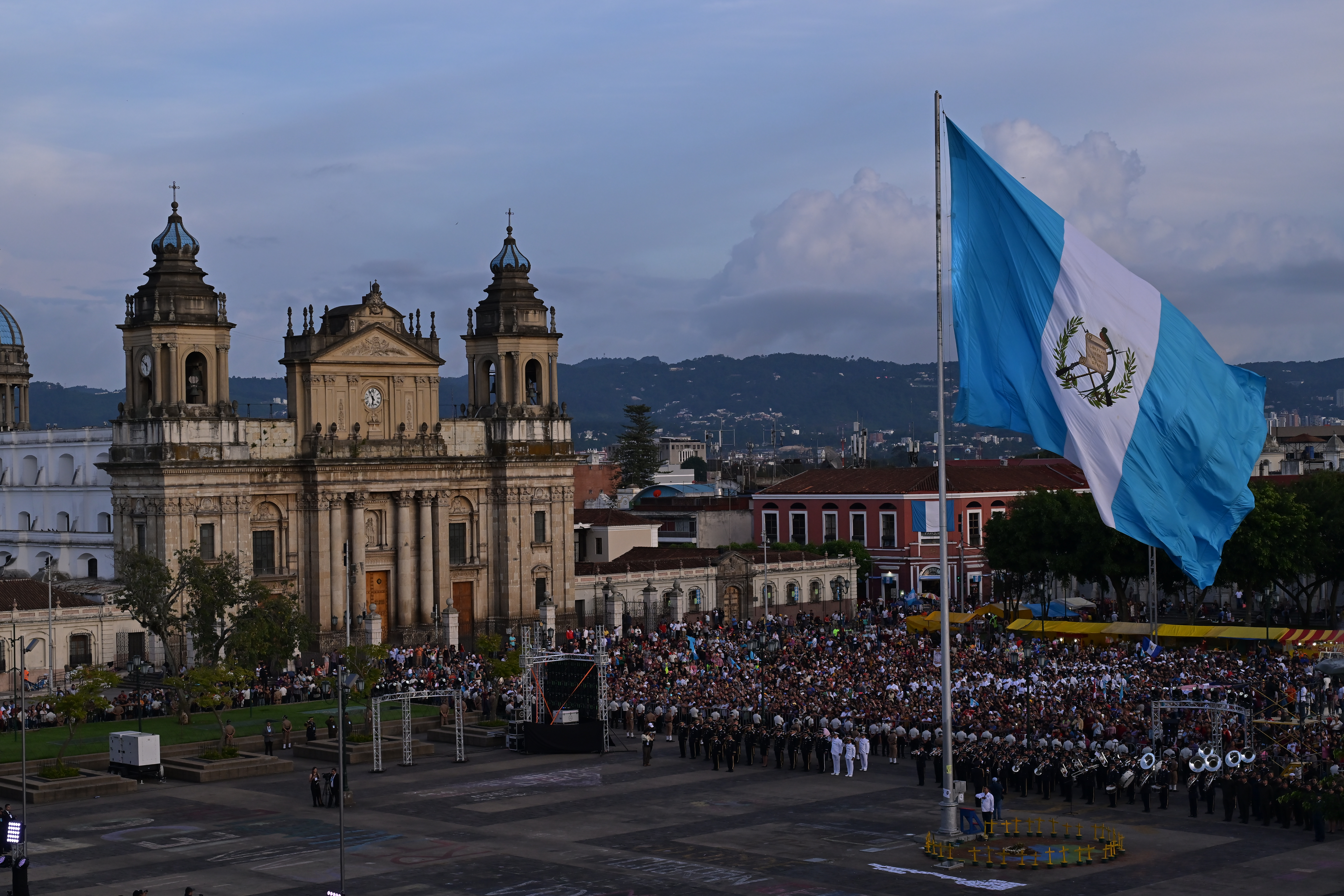
La cathédrale métropolitaine en 2023.

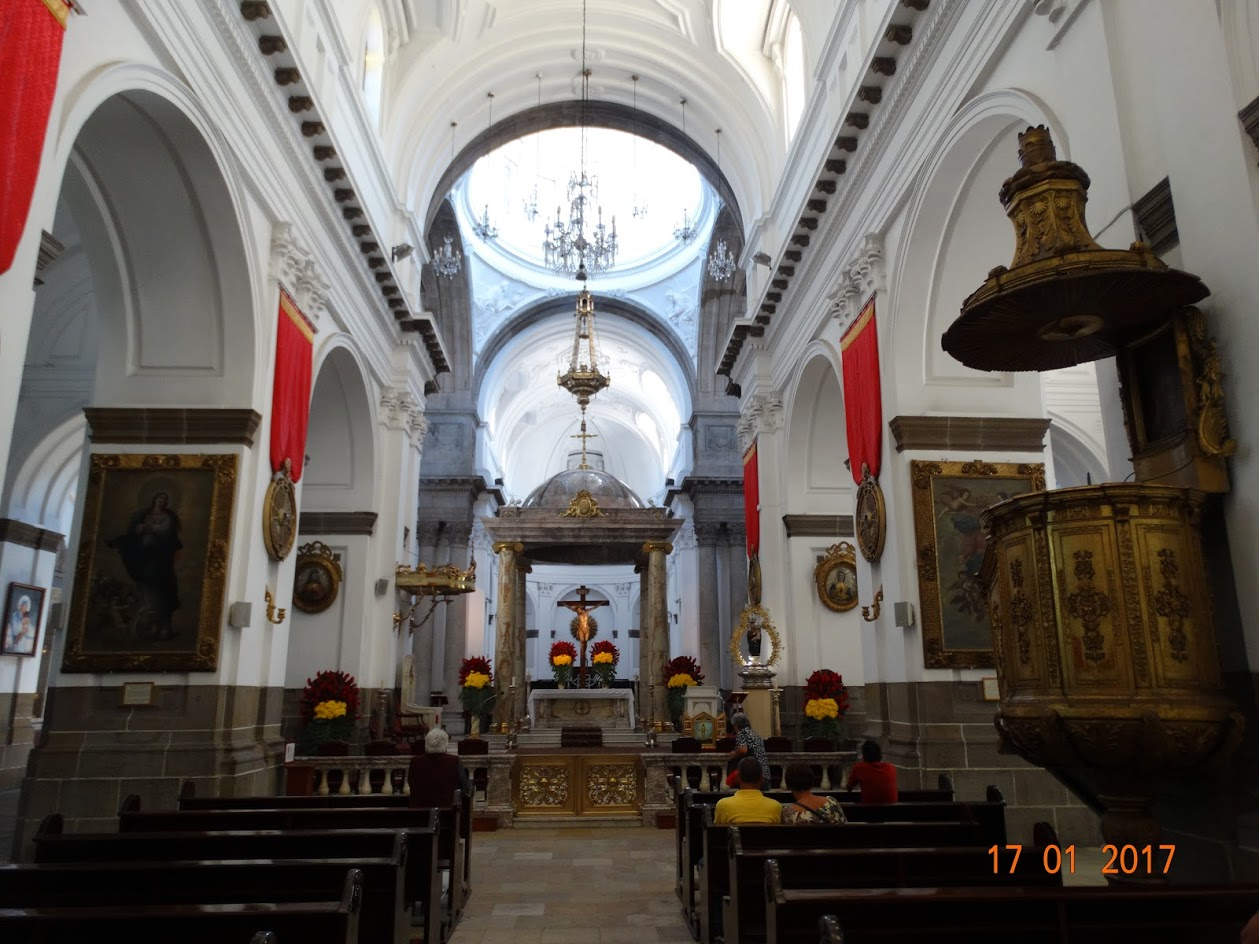
Autel de la cathédrale

### Séisme de 1976
Le 4 février 1976 à 3 h du matin, un séisme de magnitude 7,5 secoue Los Amates dans le département d'Izabal au nord-est de la capitale. Ce puissant séisme, ressenti au Belize, Salvador, Honduras et au Mexique. Plusieurs répliques du séismes se font ensuite sentir. Le président Kjell Eugenio Laugerud García organise ensuite les efforts de reconstruction, incluant la réparation de la cathédrale.

## Au cinéma
Des parties de la cathédrale sont visibles dans le film mexicano-guatémaltèque Sólo de noche vienes (en) produit par la Panamerican Films et Manuel Zeceña Diéguez (en) et réalisé par Sergio Véjar en 1966. Le film représente un témoignage important des processions durant la Semaine sainte au Guatemala durant les années 1960.